# 贝尔蒙
贝尔蒙（法語：Bermont，法語發音：[bɛʁmɔ̃]）是法国勃艮第-弗朗什-孔泰大区贝尔福地区省的一个市镇，位于该省西南部，属于贝尔福区。

## 地理
贝尔蒙（47°34'48"N, 6°51'12"E）面积2.74 平方千米，位于法国勃艮第-弗朗什-孔泰大區贝尔福地区省，该省份为法国东北部内陆省份，东临上莱茵省，北起孚日省，西接上索恩省，南与杜省和瑞士接壤。
与贝尔蒙接壤的市镇（或旧市镇、城区）包括：多朗、布勒维利耶、沙特努瓦莱福日、塞沃南、特雷沃南。

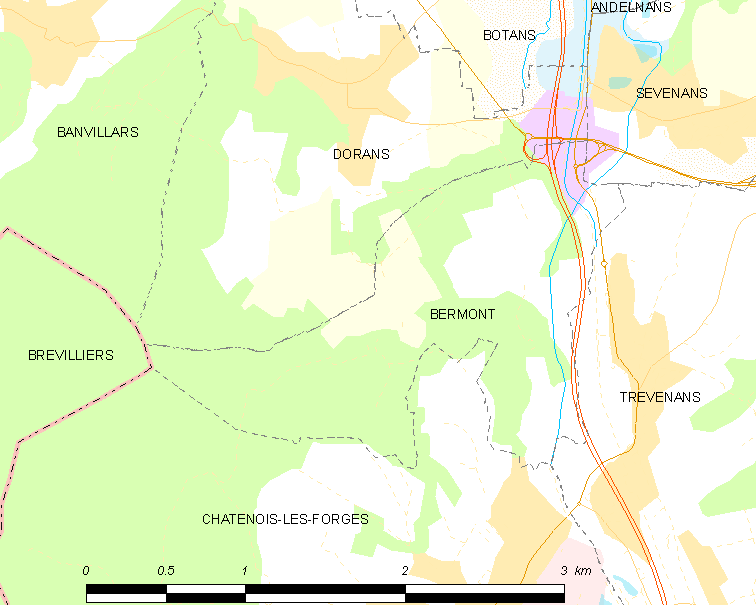
贝尔蒙的OSM定位图

贝尔蒙的时区为UTC+01:00、UTC+02:00（夏令时）。

## 行政
贝尔蒙的邮政编码为90400，INSEE市镇编码为90011。

## 政治
贝尔蒙所属的省级选区为沙特努瓦莱福日县。

## 人口

1962-2008年间贝尔蒙人口变化图示

贝尔蒙于2022年1月1日时的人口数量为373人。